# ChangesOneBowie
ChangesOneBowie — первый сборник суперхитов Дэвида Боуи, имевший массовые продажи (в частности, стал платиновым в США и дважды платиновым в Канаде), был издан лейблом RCA Records в 1976 году.
По данным журнала Rolling Stone уровень продаж по состоянию на 2003 год составил 3 миллиона копий.

## Об альбоме
В диск вошли песни периода 1969—1976 годов, включая первое появление сингла «John, I’m Only Dancing», в рамках полноформатной пластинки. 'Саксофонная версия' (Sax Version) этой песни, сокращенная во время сессий альбома Aladdin Sane в 1973 году, появилась на первых 1000 копиях британского релиза (их можно определить отсутствием эмблемы RCA в правом верхнем углу обложки). Следующие издания ChangesOneBowie содержали оригинальную версию сингла, который был записан и выпущен в 1972 году. Американский релиз компиляции, также содержит оригинальную версию этой композиции.
Две композиции из этого сборника, «Ziggy Stardust» и «Suffragette City», никогда не издавались в качестве синглов, хотя первая была стороной «Б» сингла «The Jean Genie» в ноябре 1972 года, а вторая будет выпущена в качестве би-сайда в июле 1976 года, для поддержки продвижения сборника.
Фото для обложки альбома сделал Том Келли, который стал известным благодаря фотосессии обнажённой Мэрилин Монро на красном бархате для календаря в 1949 году.
В 2003 году, в опросе журнала Rolling Stone «500 величайших альбомов всех времён», сборник занял 425 строчку.
RCA Records выпустил сборник на компакт-диске в 1985 году, но он был снят с производства в течение года, вместе с остальными альбомами из каталога британского автора-исполнителя на RCA, из-за конфликта между Боуи и лейблом. Каталог музыканта был переиздан лейблом Rykodisc в начале 1990 года, оригинальный сборник получил новое название Changesbowie, на нём были добавлены композиции «'Heroes'», «Ashes to Ashes», «Fashion», «Let’s Dance», «China Girl», «Modern Love» и «Blue Jean», песня «Fame» была заменена на «Fame '90 (Gass mix)». Из-за дополнительной потенциальной продолжительности диска, Rykodisc решил добавить в дополнение к вышесказанному, песни «Starman» (после «Space Oddity»), «Life on Mars?» (после «The Jean Genie») и «Sound and Vision» (после «Golden Years»), на кассетном и двухдисковом издание альбома.

## Список композиций
Все песни написаны Дэвидом Боуи, за исключением отмеченных.
Первая сторона
1. «Space Oddity» (из альбома Space Oddity, 1969) — 5:14
2. «John, I’m Only Dancing» (из сингла «John, I’m Only Dancing», 1972) — 2:43 (Sax Version — 2:41)
3. «Changes» (из альбома Hunky Dory, 1971) — 3:33
4. «Ziggy Stardust» (из альбома Ziggy Stardust, 1972) — 3:13
5. «Suffragette City» (из альбома Ziggy Stardust, 1972) — 3:25
6. «The Jean Genie» (из альбома Aladdin Sane, 1973) — 4:03

Вторая сторона
1. «Diamond Dogs» (из альбома Diamond Dogs, 1974) — 5:56
2. «Rebel Rebel» (из альбома Diamond Dogs, 1974) — 4:30
3. «Young Americans» (из альбома Young Americans, 1975) — 5:10
4. «Fame» (Дэвид Боуи, Карлос Аломар, Джон Леннон) (из сингла RCA 2579, 1975) — 3:30
5. «Golden Years» (из альбома Station to Station, 1976) — 3:59

## Позиции в хит-парадах
| Год  | Хит-парад            | Высшая позиция |
| ---- | -------------------- | -------------- |
| 1976 | UK Albums Chart      | 2              |
| 1976 | Billboard Pop Albums | 10             |

| Хит-парад (1976)                   | Позиция |
| ---------------------------------- | ------- |
| Великобритания (Gallup Poll)       | 17      |
| США (Billboard Top Popular Albums) | 95      |

## Сертификации
| Организация | Статус     | Дата              |
| ----------- | ---------- | ----------------- |
| RIAA — США  | Золотой    | 2 августа, 1976   |
| RIAA — США  | Платиновый | 15 сентября, 1981 |